# Lore Leher

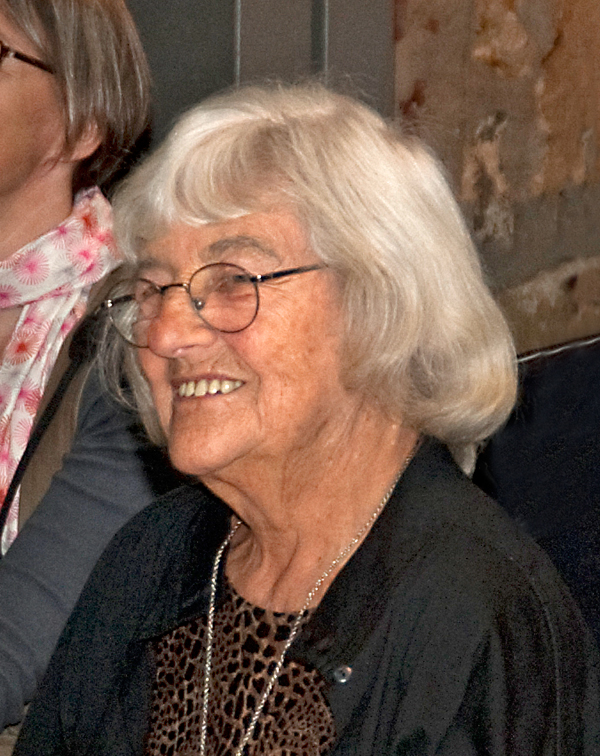
Lore Leher, 2010 in Troisdorf im Bilderbuchmuseum Burg Wissem

Lore Leher (* 29. März 1926 in Leipzig; † 29. August 2017 in Wolfratshausen) war eine deutsche Autorin und Übersetzerin von Kinder- und Jugendliteratur.

## Leben
Lore Leher wuchs als Hannelore Müller-Hahn in Berlin auf. Weil ihr Vater, der Journalist Georg Müller-Hahn, Jude war, musste sie das Gymnasium 1941 vorzeitig verlassen. Bis Ende des Zweiten Weltkrieges arbeitete sie als Hausangestellte und in einer Fabrik.
Nach dem Krieg studierte Lore Leher Sprachen und Sozialpädagogik und schrieb erste Gedichte und Theaterstücke. Sie lebte ab 1954 in München und war dort in der städtischen Jugendarbeit tätig. Sie wurde Mitglied im Schwabinger Seerosenkreis. 1956 heiratete sie einen Kollegen. Nach Geburt eines Sohnes 1960 begann sie Texte für Kinderbücher – meist in Reimform – zu verfassen. Ab 1971 arbeitete Lore Leher als Sozialpädagogin mit ausländischen Kindern in einer psychologischen Beratungsstelle. Seit 1986 im Ruhestand, lebte sie im bayerischen Alpenvorland.

## Werk
Im Engelbert Dessart-Verlag, Mainz, erschienen 1965 Benedikt der lustige Dachs und 1966 Sandmann und der Sackpeter, letztere in Zusammenarbeit mit Lore Hummel; 1967 im Herder Verlag mit Illustrationen von Eva Hohrath Monikas Bilderbuch und im Sigbert Mohn-Verlag, Gütersloh, 1968 Die alte Linde Gundula, illustriert von Ursula Kirchberg, womit sie auf Anhieb 1968 in die Auswahlliste zum Deutschen Jugendliteraturpreis kamen, was beiden 1969 mit Isidor und Adebar aus dem Jahr 1968 erneut gelang.
Im selben Jahr folgte bei Herder der Longseller Die bunte Flaschenpost mit Illustrationen von Hetty Krist, 2003 und 2006 mit Illustrationen von Astrid Krömer im Kerle Verlag der Verlagsgruppe Herder als Flaschenpost, schwimm übers Meer neu aufgelegt. Neben weiteren Werken wirkte Lore Leher als Gutachterin für Kinder und Jugendbücher, zahlreiche Übersetzungen aus dem Englischen und Italienischen prägten außerdem ihre Tätigkeit. 2010 erschien ihr seit Jahrzehnten vergriffenes Bilderbuch Die alte Linde Gundula in Neuauflage bei Monumente Publikationen der Deutschen Stiftung Denkmalschutz.

## Bibliografie

### Als Autorin

#### Bilderbücher
- Die alte Linde Gundula. Illustrationen von Ursula Kirchberg. S. Mohn Verlag, 1967
- Monikas Bilderbuch. Illustrationen von Eva Hohrath. Herder Verlag, 1967
- Sandmann und der Sackpeter. Illustrationen von Lore Hummel. Dessart Verlag, 1967
- Isidor und Adebar. Illustrationen von Ursula Kirchberg. S. Mohn Verlag, 1968
- Die bunte Flaschenpost. Illustrationen von Hetty Krist. Herder Verlag, 1968
- Benedikt, der lustige Dachs. Illustrationen von Herbert Schönberger. Dessart Verlag, 1970
- Flaschenpost, schwimm übers Meer. Illustrationen von Astrid Krömer. Kerle Verlag, 2003.  Neuauflage von Die bunte Flaschenpost, ISBN 978-3-451-70501-4
- Die alte Linde Gundula. Illustrationen von Ursula Kirchberg. Deutsche Stiftung Denkmalschutz, 2010. Neuauflage, ISBN 978-3-86795-028-2

#### Kinderbuch
- Der weisse Rabe Serafin. Illustrationen von Werner Labbé. Herder Verlag, 1970

### Als Übersetzerin
- Meindert DeJong: Maarten der Eisläufer. Illustrationen von Hetty Krist. Herder Verlag, 1967 (Originaltitel: Far out the long canal)
- Meindert DeJong: David bekommt einen Freund. Illustrationen von Hetty Krist. Herder Verlag, 1968 (Originaltitel: Shadrach)
- Meindert DeJong: Raymond und sein Pferd. Maier Verlag, 1975, ISBN 3-473-39204-9 (Originaltitel: The singing hill)
- Meindert de Jong: Komm heim, Candy! Eine Hundegeschichte. Maier Verlag, 1976, ISBN 3-473-39168-9 (Originaltitel: Hurry home, Candy)
- Thorsteinn Stefánsson: Wo sich die Wege kreuzen oder Thorvadurs Traum von der goldenen Zukunft. Herder Verlag, 1976, ISBN 3-451-17565-7 (Originaltitel: The golden future)

## Auszeichnungen, Auswahl

### Deutscher Jugendliteraturpreis, Auswahlliste
- 1968: Die alte Linde Gundula
- 1969: Isidor und Adebar

## Stimmen zu Lore Leher
- „Lore Leher hat, und das verbindet sie … mit Astrid Lindgren … – die Kinder am Geschehen um sie herum, am Weltwissen, teilnehmen lassen.“ Elisabeth Hohmeister, Diplombibliothekarin, ehem. Mitglied der Jury des Deutschen Jugendliteraturpreises. Rede im Bilderbuchmuseum Troisdorf, 14. Oktober 2010[2]